# 툰베르기놀 A
툰베르기놀 A(영어: thunberginol A)는 수국(Hydrangea macrophylla)에서 발견되는 아이소쿠마린이며, 수국의 잎에서 생성되는 약초 성분이다.

## 같이 보기
- 툰베르기놀 B